# Gabriel Mato
Gabriel Mato Adrover (Madrid, 29 de abril de 1961) es un político español, actual eurodiputado del Grupo del Partido Popular Europeo y miembro de la junta directiva nacional del Partido Popular.

## Biografía
Hijo de Ángel Mato López, Capitán de navío, y de su esposa, Ana María Adrover Dávila. y hermano de la también política Ana Mato.
Estudió Derecho en la Universidad Autónoma de Madrid, opositando posteriormente al cuerpo de letrados del Cabildo de La Palma en 1985 puesto que consiguió. 
Siempre ha estado vinculado al deporte, siendo árbitro internacional de tenis y ha sido vocal del Comité Canario de Disciplina Deportiva. 
Ha recibido la Gran Cruz de la Orden del Mérito Civil y la Medalla de Oro del Parlamento de Canarias.

## Trayectoria política
Militante del Partido Popular, ha ejercido varios cargos políticos, habiendo sido concejal del ayuntamiento de Santa Cruz de La Palma, Consejero de Agricultura, Pesca y Alimentación del Gobierno de Canarias, diputado nacional y diputado autonómico. 
Entre 1991 y 1995 fue primer teniente de alcalde del Ayuntamiento de Santa Cruz de La Palma, portavoz del grupo municipal y concejal delegado de Educación, Juventud y Deportes.
En 1995 fue elegido diputado del Parlamento de Canarias y entre 1996 y 1997 ejerció de portavoz del Grupo Parlamentario Popular.
En el periodo 1997-2000, estuvo al frente de la Consejería de Agricultura, Ganadería, Pesca y Alimentación del Gobierno de Canarias.
En las elecciones generales de España de 2000 fue elegido diputado en el Congreso de los Diputados en la VII Legislatura, donde fue secretario segundo de la Mesa, vocal de las Comisiones de Radio Televisión Española y de Agricultura, Pesca y Alimentación y miembro de la Diputación Permanente, además de ser vicepresidente de los Grupos de Amistad del Parlamento español con Italia y Venezuela, entre otras responsabilidades.
En la VI Legislatura del Parlamento de Canarias, volvió a ser elegido como diputado regional y ostentó la Presidencia del Parlamento de Canarias, desde el 18 de junio de 2003 hasta mayo de 2007.
Entre 2008 y 2008 vuelva a ser elegido diputado en el Congreso de los Diputados, dentro de la IX Legislatura, donde ocupó la vicepresidencia de la Comisión del Estatuto de los Diputados, entre otras responsabilidades.
Tras las elecciones al parlamento europeo de 2009 es eurodiputado tras ser elegido dentro de la candidatura del Partido Popular, cargo para el que fue reelegido en las elecciones al parlamento europeo de 2014 y que sigue ocupando en la actualidad.
Dentro de su actividad como eurodiputado, es vicepresidente de la Delegación para las Relaciones con los Países de la América Central, además de miembro de la Comisión de Asuntos Económicos y Monetarios y de la Comisión de Pesca, de la que fue presidente entre 2012 y 2014.
Por otro lado, en el Partido Popular fue presidente en La Palma desde 2001 hasta 2004. También fue vicesecretario general del Partido Popular de Canarias desde 2004 hasta 2007 y, actualmente es miembro de la Junta Directiva Nacional del Partido Popular desde el año 2000.
En septiembre de 2018 fue uno de los eurodiputados que votó en contra de la retirada del derechos de voto en la Unión Europea a Hungría; se opuso así a la mayoría de diputados del Partido Popular Europeo (que votaron a favor), y al grueso de correligionarios del Partido Popular español en el parlamento europeo, que se abstuvieron.